# イエスソングス
『イエスソングス』（Yessongs）は、イギリスのプログレッシブ・ロック・バンド、イエスが1973年に発表した3枚組の初の公式ライブ・アルバム。

## 解説

### 経緯
前作『危機』の制作が終了した時、ドラマーのビル・ブルーフォードはイエスを脱退してキング・クリムゾンに加入する決意を固めていた。ブルーフォードがこの決意を他のメンバーに打ち明けたのは『危機』の発表に合わせたアメリカ・ツアーが始まるわずか一週間前だった。彼はツアーが終了してから脱退することを申し出たが、メンバーは急いで後任を見つけてツアーに参加させることを選択した。
ブルーフォードの後任には、共同プロデューサーのエディ・オフォードの推薦もあって、元プラスティック・オノ・バンドのアラン・ホワイトが選ばれた。ホワイトはローマでジョー・コッカーとのツアーを終えたところだったので、イエスは直ちに彼をロンドンに呼び戻して、オフォードのアパートでジョン・アンダーソンとクリス・スクワイアが説得してイエスに迎え入れた。そしてアンダーソン、スクワイア、スティーヴ・ハウ、リック・ウェイクマン、ホワイトの顔ぶれで、僅か数日間のリハーサルを行なって、通算3度目のアメリカ・ツアーに臨んだ。

### 内容
本作には、ホワイトを新メンバーに迎えて行なわれたアルバム『危機』のツアーからの音源が収録された。但し、ドラム・ソロを含む「パーペチュアル・チェンジ」と「遥かなる思い出 / ザ・フィッシュ」の2曲は1972年1月に発表されたアルバム『こわれもの』のツアーからの音源で、ブルーフォードが演奏している。アルバムには「全トラックは1972年のツアーで録音された」とだけあり、個々の収録曲の詳細な録音データは記載されていない。
「オープニング」は、小澤征爾が指揮するボストン交響楽団が演奏するストラヴィンスキー作曲「火の鳥」をテープ（1969年11月24日録音）で再生したものである。

### チャート成績
本作には、イエスの歴代作品の中で最高の評価と最大の商業的成功を得た『こわれもの』と『危機』のツアーからの音源が収録された。それを反映して、本作はイギリスでは3枚組LPで4ポンド99ペンスという高額であったにもかかわらず、1973年6月の『ニュー・ミュージカル・エクスプレス』のアルバム・チャートで7位まで上昇した。

## 収録曲
本作は3枚組LPとして発表された。CDでは収録可能時間の違いから、LPのA/B/C面=ディスク1、D/E/F面=ディスク2という構成の2枚組として発売された。以下、記載された収録時間はCDのデータである。
A面(ディスク1)
1. オープニング (ストラヴィンスキー作曲:組曲『火の鳥』より)  - "Opening (Excerpt from 'Firebird Suite')" 3:45
2. シベリアン・カートゥル - "Siberian Khatru" 8:50
3. 燃える朝焼け - "Heart of the Sunrise" 11:26

B面(ディスク1)
1. パーペチュアル・チェンジ - "Perpetual Change" 14:08
2. 同志 - "And You and I" 9:55

C面(ディスク1)
1. ムード・フォー・ア・デイ - "Mood for a Day" 2:52
2. ヘンリー8世の6人の妻より - "Excerpts from 'The Six Wives of Henry VIII'" 6:35
3. ラウンドアバウト - "Roundabout" 8:33

D面(ディスク2)
1. オール・グッド・ピープル - "I've Seen All Good People" 7:00
2. 遥かなる思い出 / ザ・フィッシュ - "Long Distance Runaround"/"The Fish (Schindleria Praematurus)" 13:45

E面(ディスク2)
1. 危機 - "Close to the Edge" 18:41

F面(ディスク2)
1. ユアズ・イズ・ノー・ディスグレイス - "Yours Is No Disgrace" 14:21
2. スターシップ・トゥルーパー - "Starship Trooper" 9:25

## レコーディング・メンバー
- ジョン・アンダーソン – ボーカル
- クリス・スクワイア – ベース、バッキング・ボーカル
- スティーヴ・ハウ – エレクトリック・ギター、アコースティックギター、バッキング・ボーカル
- リック・ウェイクマン – キーボード
- ビル・ブルーフォード – ドラムス、パーカッション ※「パーペチュアル・チェンジ」と「遥かなる思い出 / ザ・フィッシュ」のみ
- アラン・ホワイト – ドラムス、パーカッション ※「パーペチュアル・チェンジ」と「遥かなる思い出 / ザ・フィッシュ」以外

## ビデオ版
アラン・ホワイトを含んだ新編成による演奏を撮影した同名のライブ・ビデオがLDやDVD、Blu-ray Discでリリースされている。「危機」及び「スターシップ・トゥルーパー (Würm)」はLP／CDと同じ演奏が収録されているが、それ以外は別の演奏が収録されている。ロジャー・ディーンのイラストをモチーフにしたアート・ワークが映像に施されている。
当初発売されたレーザーディスクにはクレジットが記載されておらず、各曲の録音データの詳細は不明であったが、後に発売されたDVDやBlu-ray Discには、1972年12月15日・16日にロンドンのレインボー・シアターで行われたクリスマス・コンサートであることが記載されている。元々は『イエスソングス』の映画としてつくられたフィルムであり、収録曲は以下の通り。
1. 危機より抜粋
2. オール・グッド・ピープル
3. ザ・クラップ
4. 同志
5. 危機
6. ヘンリー8世の6人の妻より抜粋
7. ラウンドアバウト
8. ユアズ・イズ・ノー・ディスグレイス
9. 終了クレジット／スターシップ・トゥルーパーより抜粋 (Würm)